# Olympische Sommerspiele 1948/Radsport – Mannschaftswertung Straße (Männer)
Die Mannschaftswertung im Straßenradsport der Männer bei den Olympischen Spielen 1948 in London fand am 13. August 1948 statt.
Die Grundlage der Ergebnisse bildeten die Zeiten aus dem Straßenrennen. Diese wurden von den drei besten Athleten einer Nation addiert und ergaben die Gesamtzeit. Die Zeit des viertschnellsten Athleten war ein Streichergebnis.
Das belgische Team, dem das nicht bewusst war, bestieg sofort nach Ende des Rennens seinen Bus und fuhr nach Hause. Ihre Goldmedaillen erhielten die beiden Überlebenden des Trios, Van Roosbroeck und Wouters, erst 2010. 
Beim Straßenrennen musste ein 11,45 Kilometer langer Rundkurs im Windsor Great Park 17 Mal durchfahren werden. Dies ergab eine Gesamtdistanz von 194,6 Kilometer. Ursprünglich war als Austragungsort der Richmond Park vorgesehen, jedoch waren dort Aktivitäten mit einer Geschwindigkeit von über 20 Meilen pro Stunde untersagt. Das Rennen begann bei starkem Regen, was zur Folge hatte, dass weniger Zuschauer dem Rennen beiwohnten. Das größte Problem bei der Rennstrecke waren die Schotterstraßen, welche insgesamt über 100 Reifenpannen verursachten.

## Ergebnisse
| Rang | Nation                | Athlet                | Zeiten      | Zeiten       |
| Rang | Nation                | Athlet                | Einzel      | Gesamt       |
| ---- | --------------------- | --------------------- | ----------- | ------------ |
| 1    | Belgien               | Lode Wouters          | 5:18:16,2 h | 15:58:17,4 h |
| 1    | Belgien               | Léon De Lathouwer     | 5:18:16,2 h | 15:58:17,4 h |
| 1    | Belgien               | Eugène Van Roosbroeck | 5:21:45,0 h | 15:58:17,4 h |
| 1    | Belgien               | Liévin Lerno          | DNF         | 15:58:17,4 h |
| 2    | Großbritannien        | Bob Maitland          | 5:18:16,2 h | 16:03:31,6 h |
| 2    | Großbritannien        | Gordon Thomas         | 5:18:18,2 h | 16:03:31,6 h |
| 2    | Großbritannien        | Ian Scott             | 5:26:57,2 h | 16:03:31,6 h |
| 2    | Großbritannien        | Ernie Clements        | DNF         | 16:03:31,6 h |
| 3    | Frankreich            | José Beyaert          | 5:18:12,6 h | 16:08:19,4 h |
| 3    | Frankreich            | Alain Moineau         | 5:21:45,0 h | 16:08:19,4 h |
| 3    | Frankreich            | Jacques Dupont        | 5:12:45,3 h | 16:08:19,4 h |
| 3    | Frankreich            | René Rouffeteau       | DNF         | 16:08:19,4 h |
| 4    | Italien               | Alfo Ferrari          | 5:21:45,0 h | 16:13:05,2 h |
| 4    | Italien               | Silvio Pedroni        | 5:21:45,0 h | 16:13:05,2 h |
| 4    | Italien               | Franco Fanti          | 5:29:35,2 h | 16:13:05,2 h |
| 4    | Italien               | Livio Isotti          | 5:31:08,6 h | 16:13:05,2 h |
| 5    | Schweden              | Nils Johansson        | 5:18:16,2 h | 16:20:26,6 h |
| 5    | Schweden              | Harry Snell           | 5:28:22,2 h | 16:20:26,6 h |
| 5    | Schweden              | Åke Olivestedt        | 5:33:48,2 h | 16:20:26,6 h |
| 5    | Schweden              | Olle Wänlund          | DNF         | 16:20:26,6 h |
| 6    | Schweiz               | Jakob Schenk          | 5:21:45,0 h | 16:23:04,2 h |
| 6    | Schweiz               | Jean Brun             | 5:26:54,0 h | 16:23:04,2 h |
| 6    | Schweiz               | Walter Reiser         | 5:34:25,2 h | 16:23:04,2 h |
| 6    | Schweiz               | Giovanni Rossi        | DNF         | 16:23:04,2 h |
| 7    | Argentinien           | Ceferino Peroné       | 5:33:15,4 h | 16:39:46,2 h |
| 7    | Argentinien           | Dante Benvenuti       | 5:33:15,4 h | 16:39:46,2 h |
| 7    | Argentinien           | Miguel Sevillano      | 5:33:15,4 h | 16:39:46,2 h |
| 7    | Argentinien           | Mario Mathieu         | DNF         | 16:39:46,2 h |
| –    | Australien            | Jack Hoobin           | 5:18:18,2 h | –            |
| –    | Australien            | Russell Mockridge     | 5:39:54,6 h | –            |
| –    | Australien            | Ken Caves             | DNF         | –            |
| –    | Australien            | Jim Nestor            | DNF         | –            |
| –    | Österreich            | Rudi Valenta          | 5:24:48,0 h | –            |
| –    | Österreich            | Johann Goldschmid     | DNF         | –            |
| –    | Österreich            | Siegmund Huber        | DNF         | –            |
| –    | Österreich            | Josef Pohnetal        | DNF         | –            |
| –    | Chile                 | Renato Iturrate       | DNF         | –            |
| –    | Chile                 | Mario Masanés         | DNF         | –            |
| –    | Chile                 | Exequiel Ramírez      | DNF         | –            |
| –    | Chile                 | Rogelio Salcedo       | DNF         | –            |
| –    | Dänemark              | Christian Pedersen    | 5:39:57,2 h | –            |
| –    | Dänemark              | Knud Andersen         | 5:39:57,2 h | –            |
| –    | Dänemark              | Børge Saxil Nielsen   | DNF         | –            |
| –    | Dänemark              | Rudolf Rasmussen      | DNF         | –            |
| –    | Finnland              | Paul Backman          | DNF         | –            |
| –    | Finnland              | Torvald Högström      | DNF         | –            |
| –    | Finnland              | Erkki Koskinen        | DNF         | –            |
| –    | Griechenland          | Manthos Kaloudis      | DNF         | –            |
| –    | Griechenland          | Evangelos Kouvelis    | DNF         | –            |
| –    | Griechenland          | Petros Leonidis       | DNF         | –            |
| –    | Niederlande           | Gerrit Voorting       | 5:18:16,2 h | –            |
| –    | Niederlande           | Henk Faanhof          | DNF         | –            |
| –    | Niederlande           | Evert Grift           | DNF         | –            |
| –    | Niederlande           | Piet Peters           | DNF         | –            |
| –    | Indien                | Bapoo Malcolm         | DNF         | –            |
| –    | Indien                | Raj Kumar Mehra       | DNF         | –            |
| –    | Indien                | Eruch Mistry          | DNF         | –            |
| –    | Indien                | Homi Pavri            | DNF         | –            |
| –    | Luxemburg             | Robert Bintz          | DNF         | –            |
| –    | Luxemburg             | Marcel Ernzer         | DNF         | –            |
| –    | Luxemburg             | Henri Kellen          | DNF         | –            |
| –    | Luxemburg             | Pitty Scheer          | DNF         | –            |
| –    | Mexiko                | Placido Herrera       | DNF         | –            |
| –    | Mexiko                | Francisco Rodríguez   | DNF         | –            |
| –    | Mexiko                | Gabino Rodríguez      | DNF         | –            |
| –    | Mexiko                | Manuel Solis          | DNF         | –            |
| –    | Norwegen              | Lorang Christiansen   | DNF         | –            |
| –    | Norwegen              | Leif Flengsrud        | DNF         | –            |
| –    | Norwegen              | Erling Kristiansen    | DNF         | –            |
| –    | Norwegen              | Aage Myhrvold         | DNF         | –            |
| –    | Peru                  | Hernán Llerena        | DNF         | –            |
| –    | Peru                  | Pedro Mathey          | DNF         | –            |
| –    | Peru                  | Luis Poggi            | DNF         | –            |
| –    | Südafrikanische Union | Dirkie Binneman       | DNF         | –            |
| –    | Südafrikanische Union | George Estman         | DNF         | –            |
| –    | Südafrikanische Union | Wally Rivers          | DNF         | –            |
| –    | Türkei                | Ali Çetiner           | DNF         | –            |
| –    | Türkei                | Enver Osmalı          | DNF         | –            |
| –    | Türkei                | Orhan Suda            | DNF         | –            |
| –    | Türkei                | Talat Tunçalp         | DNF         | –            |
| –    | Vereinigte Staaten    | Frank Brilando        | DNF         | –            |
| –    | Vereinigte Staaten    | Ed Lynch              | DNF         | –            |
| –    | Vereinigte Staaten    | Chester Nelsen junior | DNF         | –            |
| –    | Vereinigte Staaten    | Wendell Rollins       | DNF         | –            |
| –    | Uruguay               | Waldemar Bernatzky    | DNF         | –            |
| –    | Uruguay               | Enrique Demarco       | DNF         | –            |
| –    | Uruguay               | Mario Figueredo       | DNF         | –            |
| –    | Uruguay               | Luis López            | DNF         | –            |
| –    | Jugoslawien           | Milan Poredski        | DNF         | –            |
| –    | Jugoslawien           | August Prosenik       | DNF         | –            |
| –    | Jugoslawien           | Aleksandar Strain     | DNF         | –            |
| –    | Jugoslawien           | Aleksandar Zorić      | DNF         | –            |